# Vibrissina zonata
Vibrissina zonata är en tvåvingeart som först beskrevs av Jacques-Marie-Frangile Bigot 1889.  Vibrissina zonata ingår i släktet Vibrissina och familjen parasitflugor. Inga underarter finns listade i Catalogue of Life.